# Інститут дослідження тоталітарних режимів
Інститут з дослідження тоталітарних режимів (ÚSTR) державна організація в Чехії, що займається науковим вивченням і роз'ясненням епохи тоталітарних режимів в Чехословаччині: епох комунізму та нацизму. Розкриття архівів і даних, за словами ініціаторів створення інституту, має запобігти спотворенню трактування чеської історії.
Інститут було створено 1 серпня 2007 року. Вищим органом Інституту є Рада інституту, яка складається з семи членів, що обираються Сенатом Парламенту Чеської Республіки на термін п'ять років.

## Поява інституту
Директором інституту з 1 січня 2008 року є журналіст і історик Павел Жачек. На його період керівництва припала криза, коли з інституту пішли кілька молодих істориків (Томас Вілімек, Петро Блазек, Томас Буршик, Петро Коура, Прокоп Томек, Павло Палечек, Павлина Форманкова). Рада інституту оголосила тендер, в якому Павел Жачек не зміг продовжити свої повноваження, тож в лютому 2010 року головою було обрано історика Їржі Пернеса. Однак, 12 травня того ж року Рада інституту постановила замінити Пернеса Зденеком Газдром на цій посаді. В наступному конкурсі в серпні 2010 року переміг Данило Герман, який головував в інституті до квітня 2013-го. Управління інститутом 2013-го було доручене полоністу і перекладачеві Павлі Фогловій,  згодом на конкурсі на посаду директора переміг історик Зденек Газдра, що обіймає цю посаду з травня 2014.
Першою головою правління Інституту була Надія Кавалірова, яка також керує Конфедерацією політичних в'язнів. Заступником голови став Іван Деймал; після його смерті його місце зайняла журналіст Моніка Шустрова, яка змінила Кавалірову в січні 2013-го. З жовтня 2013 року головою ради є Еміліє Бенешова.
Інститут почав функціонувати 1 лютого 2008 року. Додатково було створено підлуглу установу «Архів компонентів безпеки», який є адміністративним органом і керує архівом інституту.
Інститут публікує журнал" Пам'ять і історія.
Інститут розташований в Празі, на вулиці Сівецовій, яка раніше носила назву Гавелкова.

## Критика
Діяльність інституту часто стає об'єктом критики, особливо з урахуванням кола питань, якими цей інститут займається. У нинішньому вигляді інститут часто згадується як антикомуністичний пам'ятник. До критики приєднався і Чеський союз борців за свободу, який скаржиться на те, що інститут достатньою мірою не вивчає нацистський режим. Раніше союз вимагав публікації списків агентів гестапо, що інститут і зробив.

## Аналогічні органи в інших країнах
- Словаччина, Інститут пам'яті нації
- Польща, Інститут національної пам'яті
- Німеччина, Управління федеральної перевірки документів Державної безпеки колишньої НДР

## Директори інституту
| Порядок | Чоловік                             | Термін                          |
| ------- | ----------------------------------- | ------------------------------- |
| 1       | Павел Жачек                         | 1 січня 2008 — 31 березня 2010  |
| 2       | Іржі Пернес                         | 1 квітня 2010 — 12 травня 2010  |
| 3       | Зденек Газдра (тимчасовий директор) | 13 травня 2010 — 15 серпня 2010 |
| 4       | Даніель Герман                      | 16 серпня 2010 — 10 квітня 2013 |
| 5       | Павла Фоглова                       | 11 квітня 2013 — 30 квітня 2014 |
| 6       | Зденек Газдра                       | з 1 травня 2014                 |

### Відгуки
1. ↑  Міністерство освіти, молоді та спорту List of research organizations
2. ↑  Administrativní registr ekonomických subjektů
3. ↑  Архівована копія. Архів оригіналу за 12 вересня 2017. Процитовано 23 грудня 2016.{{cite web}}:  Обслуговування CS1: Сторінки з текстом «archived copy» як значення параметру title (посилання)Пропущений або порожній |title= (довідка)
4. ↑  Архівована копія. Архів оригіналу за 25 січня 2016. Процитовано 23 грудня 2016.{{cite web}}:  Обслуговування CS1: Сторінки з текстом «archived copy» як значення параметру title (посилання)Пропущений або порожній |title= (довідка)
5. ↑  Архівована копія. Архів оригіналу за 4 жовтня 2011. Процитовано 23 грудня 2016.{{cite web}}:  Обслуговування CS1: Сторінки з текстом «archived copy» як значення параметру title (посилання)Пропущений або порожній |title= (довідка)
6. ↑  http://www.lidovky.cz/rada-ustr-odvolala-reditele-hermana-odsouzenihodne-rika-necas-pb0-/zpravy-domov.aspx?c=A130410_150016_ln_domov_mct [Архівовано 15 вересня 2018 у Wayback Machine.] Rada odvolala ředitele ÚSTR.
7. ↑  Pavla Foglová. Aktuálně.cz. Процитовано 13 липня 2016.
8. ↑  Архівована копія. Архів оригіналу за 10 жовтня 2016. Процитовано 23 грудня 2016.{{cite web}}:  Обслуговування CS1: Сторінки з текстом «archived copy» як значення параметру title (посилання)Пропущений або порожній |title= (довідка)
9. ↑  Radu Ústavu pro studium totalitních režimů povede Kavalírová [Архівовано 13 грудня 2009 у Wayback Machine.] (iDNES.cz, 14.12.2007)
10. ↑  Archiv bezpečnostních složek. Архів оригіналу за 27 березня 2020. Процитовано 23 грудня 2016.
11. ↑  Zveřejnění dokumentace procesu změny názvu ulice Havelkova - Ústav pro studium totalitních režimů. www.ustrcr.cz. Архів оригіналу за 11 січня 2014. Процитовано 13 липня 2016.
12. ↑  Demokratická levice, ÚSTR a co dál?. Архів оригіналу за 3 березня 2016. Процитовано 23 грудня 2016.
13. ↑  Proč je ÚSTR spíše hlasatelem dogmatu než vědeckou institucí. Архів оригіналу за 1 червня 2013. Процитовано 23 грудня 2016.
14. ↑  Odbojáři jdou proti ÚSTR: Ať bádá i o německé okupaci, nebo ho rovnou zrušte. Архів оригіналу за 21 лютого 2018. Процитовано 23 грудня 2016.
15. ↑  PhDr. Архів оригіналу за 3 березня 2016. Процитовано 23 грудня 2016.

### Статті за темою
- Управління документації та розслідування злочинів комунізму

### Зовнішні посилання
- Інститут з вивчення тоталітарних режимів [Архівовано 5 грудня 2009 у Wayback Machine.]
- Facebook: ÚSTR [Архівовано 21 листопада 2017 у Wayback Machine.], Пам'ять та історія [Архівовано 9 квітня 2020 у Wayback Machine.], Бібліотека Jána Langoše [Архівовано 9 квітня 2020 у Wayback Machine.], Історія 21. століття [Архівовано 9 квітня 2020 у Wayback Machine.]
- Інститут з вивчення тоталітарних режимів на Youtube [Архівовано 21 грудня 2016 у Wayback Machine.]
- Об'єктивне минуле не існує, — говорить директор угорського музею комунізму